# Карловский машиностроительный завод
Карловский машиностроительный завод — промышленное предприятие в городе Карловка Карловского района Полтавской области Украины.
Генеральный директор — Валерия Калашник.

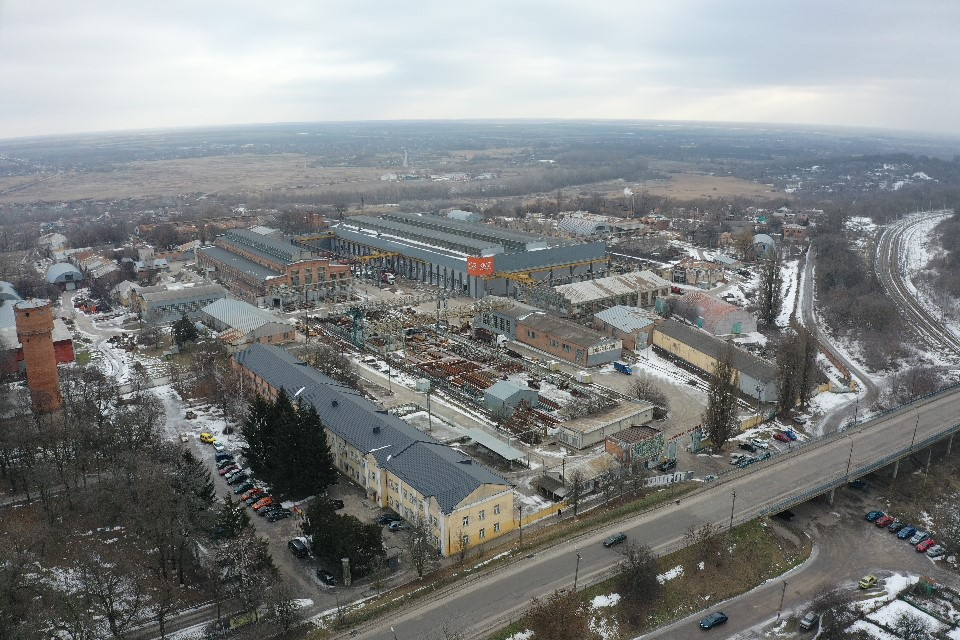
Вид с высоты птичьего полета на территорию завода КМЗ (январь 2022)

## История
В начале 1860-х годов в местечке Карловка Карловской волости Константиноградского уезда Полтавской губернии Российской империи были построены и начали работу механические мастерские, занимавшиеся ремонтом сельскохозяйственных машин и заводского оборудования.
Перед началом Первой мировой войны мастерские занимали два небольших строения, в которых находились несколько примитивных станков и паровая машина мощностью 60 лошадиных сил. Тем не менее, в то время они являлись одним из крупнейших предприятий населённого пункта.

### 1918—1991
В январе 1918 года в Карловке была установлена Советская власть, на предприятиях был установлен 8-часовой рабочий день, но уже в начале апреля 1918 года селение оккупировали немецкие войска, которые оставались здесь до ноября 1918 года. В дальнейшем, Карловка оказалась в зоне боевых действий гражданской войны. В 1922—1923 гг. мастерские были восстановлены и возобновили работу, что ускорило восстановление других предприятий.
В 1926 году на базе механических мастерских был создан механический завод. Для повышения квалификации работников, в Карловке были открыты школа фабрично-заводского обучения, а позднее — техникум.
В 1930-е годы завод оказал значительную шефскую помощь сельскому хозяйству — для крестьян Ташкента и Самарканда было бесплатно изготовлено 2500 окучников, а для колхозников Полтавской области в 1933 году была бесплатно изготовлена крупная партия запчастей для сельхозтехники.
После начала Великой Отечественной войны в связи с приближением линии фронта оборудование машиностроительного завода было эвакуировано в Бузулук. 25 августа 1941 года эшелон был отправлен со станции, а уже в декабре 1941 года один из цехов предприятия выпустил первую продукцию на новом месте.
1 сентября 1941 года Карловка была оккупирована наступавшими немецкими войсками, 20 сентября 1943 года освобождена в ходе наступления советских войск Степного фронта. В соответствии с тактикой «выжженной земли», перед отступлением немцы взорвали здания промышленных предприятий и ряд других объектов (всего они успели сжечь и взорвать 67 зданий райцентра).
После восстановления разрушенной железнодорожной станции в Карловку начала прибывать помощь из восточных областей страны. В марте 1944 года литейная Карловского машиностроительного завода произвела первые пять тонн чугунного литья, а в сентябре 1946 года восстановление завода было завершено.

В годы пятой пятилетки (1951—1955) завод значительно расширил ассортимент выпускаемых товаров и улучшил их качество. В это время он был единственным предприятием в СССР, выпускавшим диффузионные батареи, свеклоприёмники и печи для термической обработки стеклотары. А в целом, с 1945 до 1957 года машиностроительный завод увеличил объёмы производства в 34 раза.

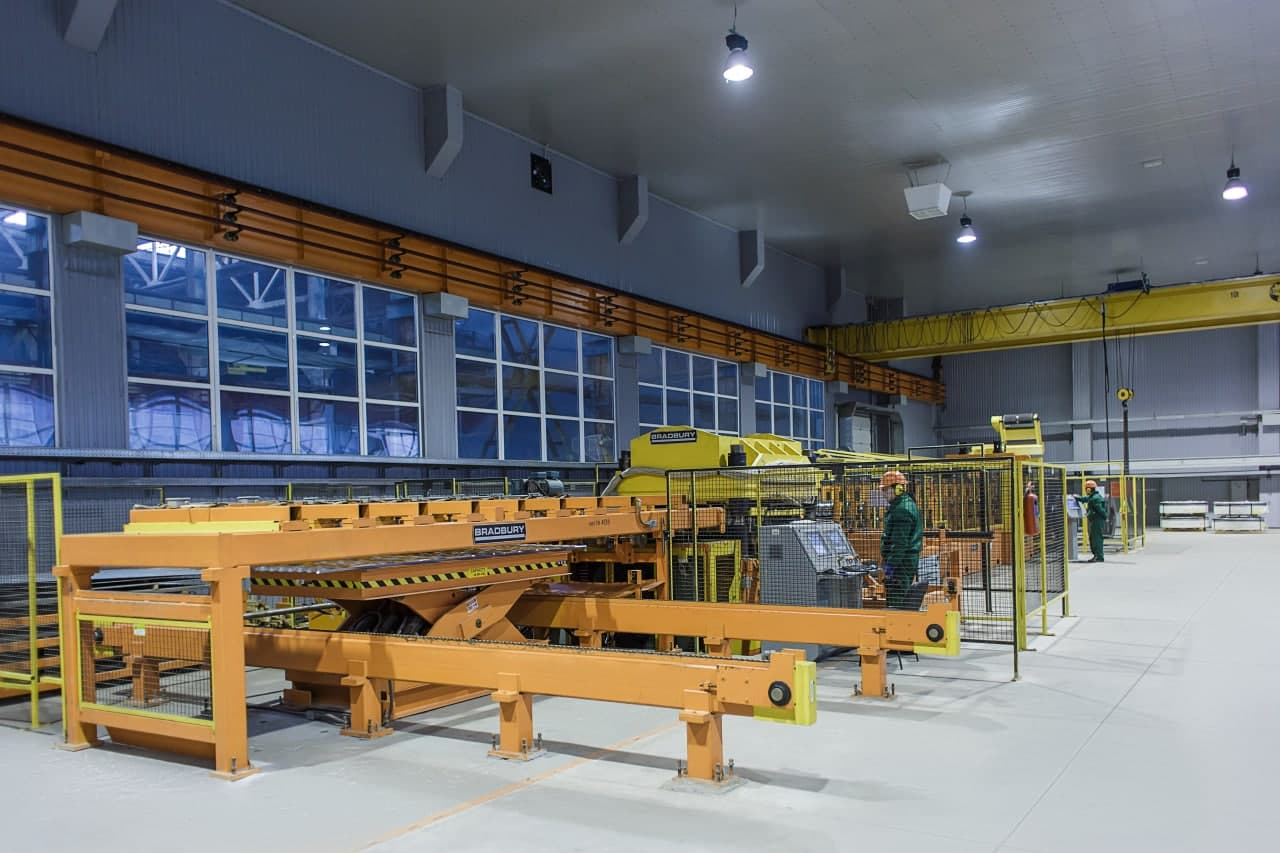
Линия Bradbury по изготовлению панелей силосов на заводе KMZ Industries

Семилетний план (1959—1965 гг.) завод выполнил за шесть лет, а также оказал значительную помощь подшефным колхозам и фермам Полтавской области в механизации хозяйства. Для них было изготовлено 70 навозоразбрасывателей, 30 тракторных прицепов, 1000 натяжных станций для квадратно-гнездового сева, 1800 шестерёнок для силосных комбайнов, 400 клавиш соломотряса для комбайна РСМ-8, а также другие запчасти для силосных комбайнов на сумму 2500 рублей. Также завод подарил колхозам 4 токарных и сверлильных станка, лесопильную раму, электросварочный аппарат и значительное количество металла для ремонта сельхозтехники.
В 1966 году завод бесплатно изготовил и подарил подшефной мастерской карловской артели «Більшовицька праця» полный набор слесарных инструментов.
По состоянию на 1967 год, машиностроительный завод являлся крупнейшим предприятием города, численность его работников составляла 1420 человек. В это время продукция завода поставлялась в различные республики СССР, а также экспортировалась в Афганистан, Вьетнам, на Кубу, в Республику Мали, МНР и Судан.
В дальнейшем, в Карловке было создано производственное объединение «Карловпищемаш» (в состав которого вошли находившиеся в городе Карловский машиностроительный завод и Карловский механический завод), его специализацией являлось производство оборудования для пищевой промышленности.
В советское время Карловский механический завод входил в число крупнейших предприятий города, на его балансе находились жилые дома, заводской клуб и другие объекты социальной инфраструктуры.

### После 1991
В мае 1995 года Кабинет министров Украины утвердил решение о приватизации машиностроительного завода. В дальнейшем, государственное предприятие было преобразовано в открытое акционерное общество.
В 2001 году на завод поступили первые инвестиции от компании Dragon Capital.
В 2004 году на заводе был серийно произведен первый отечественный металлический силос.
В 2007 году Карловский машиностроительный завод произвёл продукции на 62,683 млн. гривен. В это время 24,9 % акций предприятия принадлежали компании «Coch Investments Ltd.» (Британские Виргинские Острова), 24,88 % — компании «DRGN Limited» (Киев), 24,14 % — компании «Sherborne Invest Ltd.» (Британские Виргинские Острова) и 12 % акций — физическому лицу. В августе 2008 года основным собственником КМЗ стала зарегистрированная на Кипре компания «Dragon Capital Investments Limited», сосредоточившая свыше 50 % акций.
В период с 2007 по 2008 год на заводе велся первый этап модернизации. Были приобретены японские станки, модернизировано производство силосов, автоматизировано и существенно увеличено мощности производства.
Начавшийся в 2008 году экономический кризис осложнил положение КМЗ, и он завершил 2008 год с убытком 906 тыс. гривен.
11 апреля 2011 года ОАО «Карловский машиностроительный завод» зарегистрировал торговую марку «KMZ Industries» (Свидетельство на знак для товаров и услуг № 137574), под которой далее продвигает свою продукцию.
В дальнейшем, завод был реорганизован в публичное акционерное общество.
В 2012 году завод приобрел активы английской компании Brice-Baker, которая производила оборудование для зернохранилищ.
28 марта 2018 года компания «Dragon Capital Investments Limited» сосредоточила 98,4 % акций завода. 7 сентября 2018 года компания «Dragon Capital Investments Limited» завершила принудительный выкуп акций у миноритарных акционеров и стала единоличным владельцем 100 % акций завода. В 2018 году компания KMZ Industries разработала первую в Украине зерносушилку серии Brice-Baker под теплогенератор.
19 июня 2019 года на основании Решения акционера изменен тип и наименование Публичного акционерного общества «Карловский машиностроительный завод». Новое полное наименование юридического лица на русском языке — Частное акционерное общество «Карловский машиностроительный завод».
В 2019 году объем потребления металла заводом достиг следующих цифр: оцинкованная сталь — 3,2 тыс. т, черный металл — 3,3 тыс. т..
В 2020 году объемы потребления стального проката у KMZ Industries были на уровне: оцинкованный прокат — 5 тыс. т, черный металл — 3,2 тыс. т.. В 2020 году была разработана новая модель универсальной зерноочистительной машины. В этом же году KMZ Industries получила сертификат соответствия продукции директивам Европейского Союза, что позволяет использовать ее на территории Евросоюза. В апреле 2020 года компания подписала контракт на строительство элеватора в Киевской области. В 2020 году KMZ Industries реализовали продукцию на 395, 25 млн грн.
В 2021 году KMZ Industries запустил производство ленточных конвейеров закрытого типа для зерна В этом же году были разработаны утепленные силосы для маслопрессового завода DANUBE OIL COMPANY S.R.L. в Молдове. В апреле 2021 году началось объединение элеваторного направления KMZ Industries и Variant Agro Build. 47 станков для изготовления элеваторного оборудования Variant Agro Build были перевезены из Харькова в Карловку. В августе 2021 года KMZ Industries построил в Волынской области зернохранилище на 2,36 тыс. тонн зерновых. В октябре 2021 года компания заключила контракт на постройку элеватора в Запорожской области.

## Деятельность
Завод специализируется на конструировании, производстве и монтаже технологического оборудования для мельнично-элеваторной, комбикормовой, молочно-консервной и сахарной промышленности.
С 1970-х годов основной продукцией завода является оборудование для хранения, взвешивания, сушки, очистки и транспортировки зерна (зерносушилки (115 моделей зерносушилок Brice-Baker английской разработки, 4 зерносушилки непрерывного действия типа ДСП), ленточные и винтовые конвейеры, сепараторы, машины для увлажнения зерна, вентиляторы, силосы на плоском и конусном днище, транспортное и вспомогательное оборудование).
Завод предоставляет оборудование для украинских агрокомпаний. В 2018 году KMZ Industries поставила зерносушилки Brice-Baker на элеватор «Христиновское ХПП» ГК Alebor Group, силосы для элеватора «АВИС ЗЕРНОТРЕЙД» АВИС УКРАГРО, оборудование для Ланновской агропромышленной группы, Изюм Агро Инвест и оборудование для силосов Кайман-Север. В 2020 году на зернохранилище «Агрофирма Триполье» было установлено 2 силоса на 660 тонн каждый, и еще 1 силос на 700 тонн от KMZ Industries. Завод поставил металлические силосы и оборудование для «Сребнянского элеватора» сельскохозяйственной компании ООО «Батькивщина».
Завод имеет собственное конструкторское бюро.
KMZ Industries экспортирует продукцию в Беларусь, Польшу, Молдову, Румынию, Литву, Латвию, Эстонию, Казахстан. Компания импортирует товары из Австрии, Швеции, Турции, Бельгии, Белоруси, Венгрии, Италии, Южной Кореи, Литвы, Нидерландов, Польши, Словакии.
Элеваторное оборудование завода эксплуатируется более чем на 5 тыс. объектов. Компания имеет более 5 тысяч клиентов. В штате компании работает около 550 человек.

## Галерея

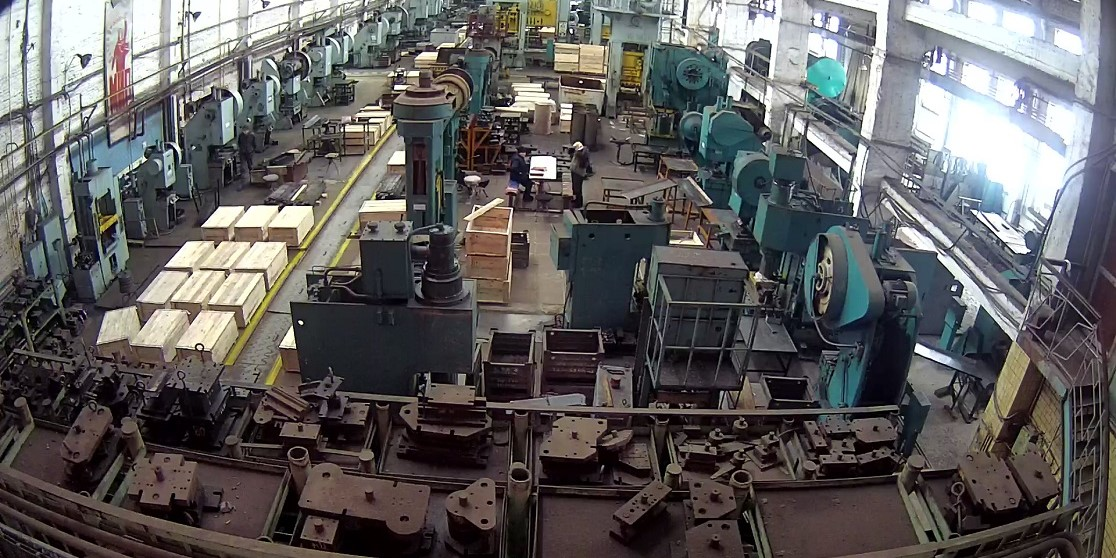
Заготовительний цех
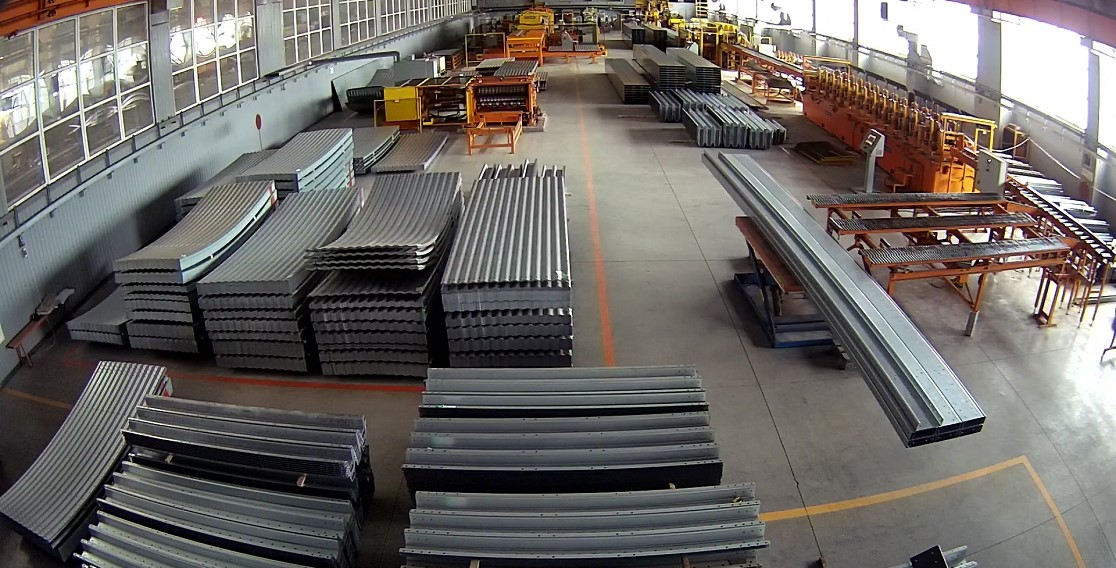
Цех выпуска силосов линейки ВВК с линиями Bradbury
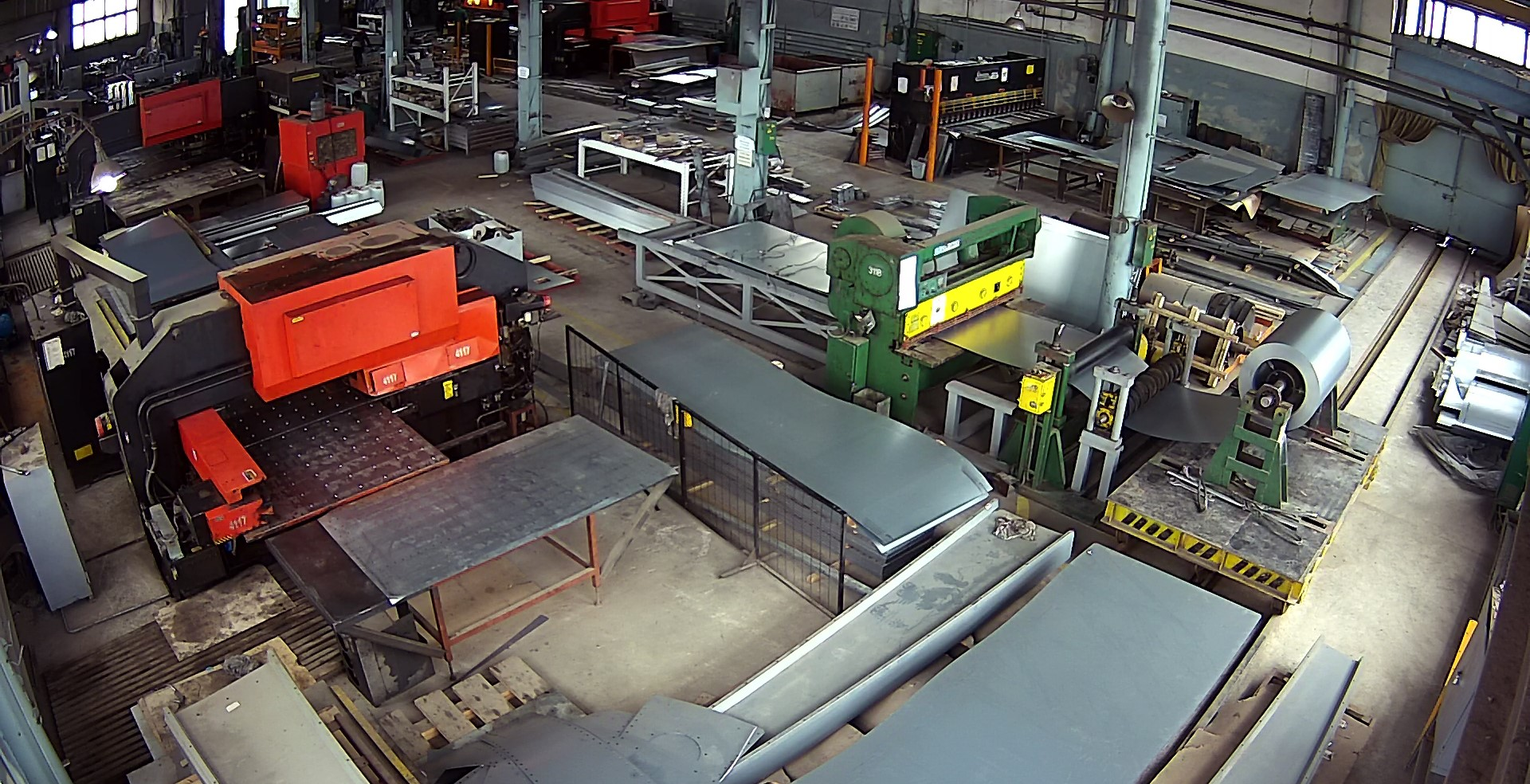
ЦЕХ ЦВС
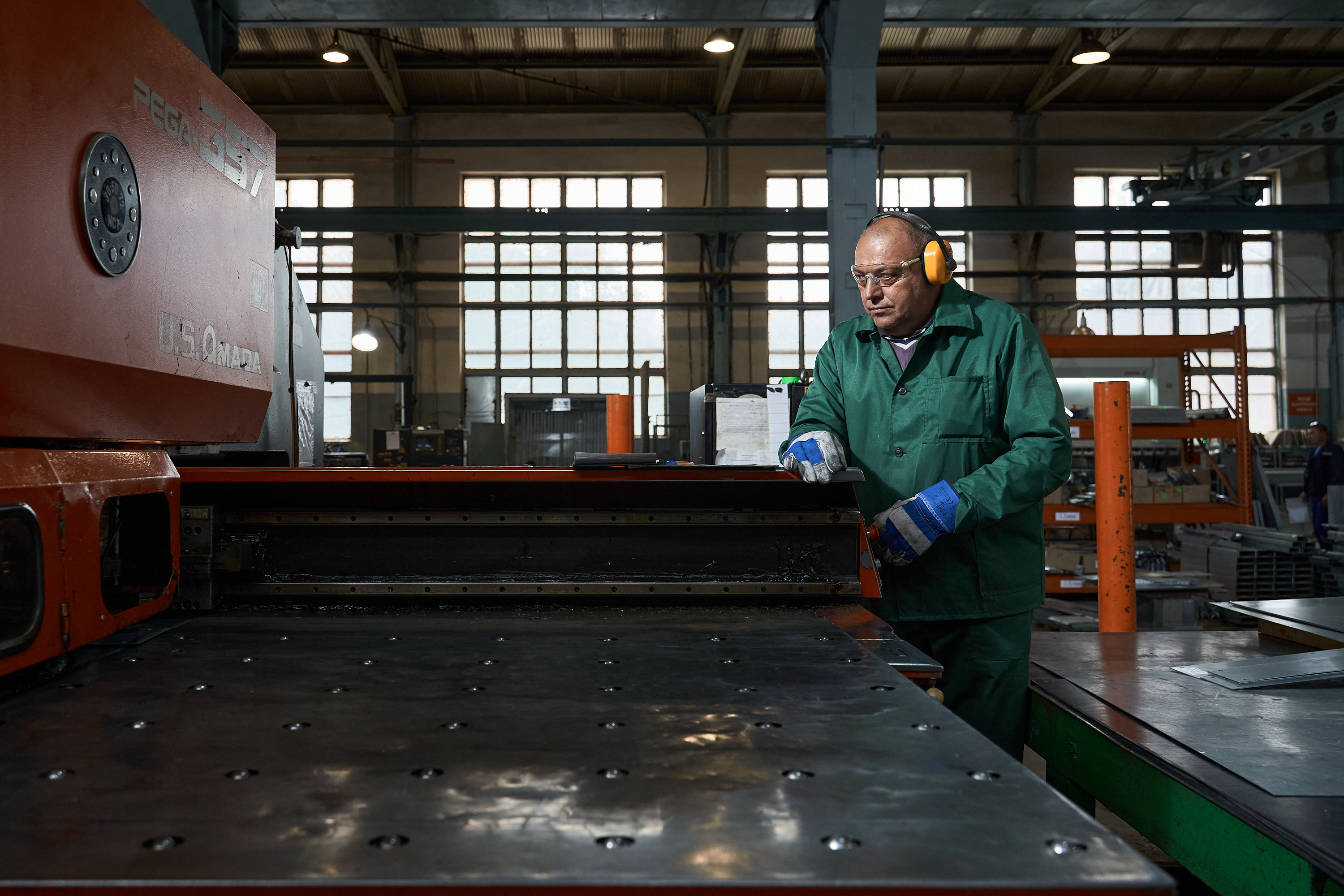
Работник завода KMZ Industries
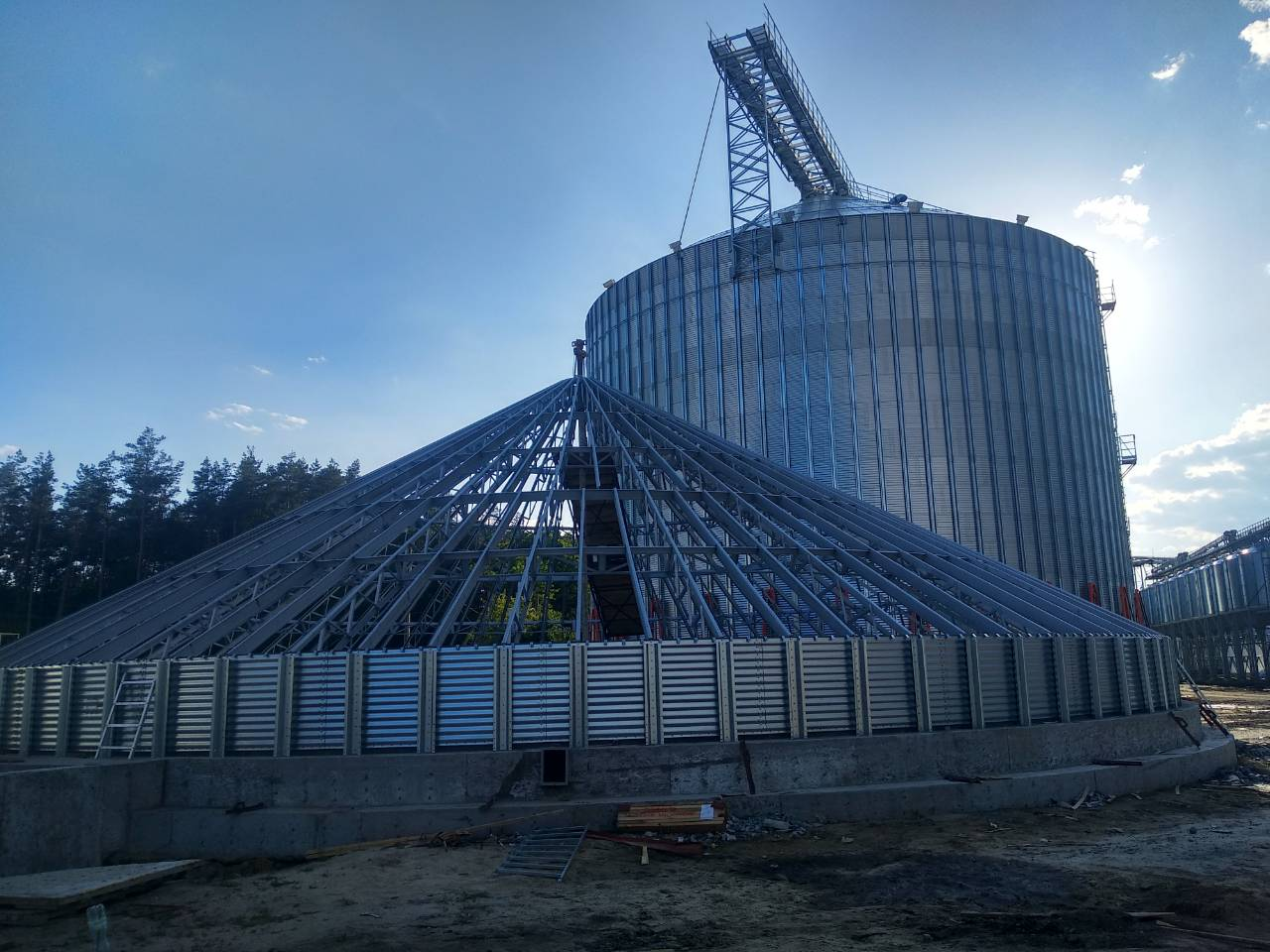
Монтаж силосов на объекте